# Persone di nome Gustave
| Questa pagina contiene informazioni ricavate automaticamente dalle voci biografiche con l'ausilio del template Bio e di un bot. L'aggiornamento è periodico e automatico e ricostruisce completamente la pagina. Se manca una persona in questa lista, sei pregato di non aggiungerla, ma accertati piuttosto che la sua voce biografica contenga il template Bio e che i dati anagrafici siano correttamente compilati. Se il template Bio manca, inseriscilo tu stesso o, in alternativa, metti l'avviso {{tmp\|Bio}} che ne segnala la mancanza. Se i dati riportati sono sbagliati, correggi direttamente la voce biografica; le modifiche saranno visibili in questa lista entro pochi giorni. Per chiarimenti vedi il progetto antroponimi. La lista contiene solo le 96 persone che sono citate nell'enciclopedia e per le quali è stato implementato correttamente il template Bio. Pagina aggiornata al 16 ott 2024. |

Questa è una lista di persone presenti nell'enciclopedia che hanno il prenome Gustave, suddivise per attività principale.

## Antropologi(1)
- Gustave Le Bon, antropologo, psicologo e sociologo francese (Nogent-le-Rotrou, n. 1841 - Marnes-la-Coquette, † 1931)

## Archeologi(1)
- Ernest de Sarzec, archeologo e diplomatico francese (Rennes, n. 1832 - Poitiers, † 1901)

## Architetti(1)
- Gustave Serrurier-Bovy, architetto e decoratore belga (Liegi, n. 1858 - Liegi, † 1910)

## Arcivescovi cattolici(1)
- Gustave Mutel, arcivescovo cattolico e missionario francese (Blumeray, n. 1854 - Seul, † 1933)

## Aviatori(1)
- Gustave Lemoine, aviatore francese (Trémeur, n. 1902 - Pozières, † 1934)

## Baritoni(1)
- Gustave Garcia, baritono italiano (Milano, n. 1837 - † 1925)

## Bobbisti(1)
- Gustave Fonjallaz, bobbista svizzero (Espesses, n. 1909 - † 1994)

## Calciatori(6)
- Gustave Akueson, calciatore francese (Ermont, n. 1995)
- Gustave Bahoken, ex calciatore camerunese (Douala, n. 1979)
- Gustave Bebbe, ex calciatore camerunese (Yaoundé, n. 1982)
- Gustave Dubus, calciatore francese (Arzew, n. 1910 - Montmorency, † 1991)
- Gustave Kemp, calciatore lussemburghese (Differdange, n. 1917 - Hayange, † 1948)
- Gustave Pelgrims, calciatore belga (Schaerbeek, n. 1878 - Uccle, † 1960)

## Cestisti(3)
- Gustave Crabbe, cestista belga (Molenbeek-Saint-Jean, n. 1914 - † 1978)
- Gustave Poppe, cestista belga (Etterbeek, n. 1924)
- Gustave Vereecken, cestista belga (Bruxelles, n. 1913)

## Chimici(1)
- Gustave Bémont, chimico francese (Parigi, n. 1857 - Parigi, † 1932)

## Ciclisti su strada(4)
- Gustave Danneels, ciclista su strada e pistard belga (Loos-en-Gohelle, n. 1913 - Knokke, † 1976)
- Gustave Garrigou, ciclista su strada francese (Vabres-l'Abbaye, n. 1884 - Esbly, † 1963)
- Gustave Hembroeckx, ciclista su strada belga (Boutersem, n. 1903 - Lubbeek, † 1993)
- Gustave Van Belle, ciclista su strada belga (Lovendegem, n. 1912 - Gand, † 1954)

## Collezionisti d'arte(1)
- Gustave Arosa, collezionista d'arte francese (Parigi, n. 1818 - † 1883)

## Compositori(4)
- Gustave Charpentier, compositore francese (Dieuze, n. 1860 - Parigi, † 1956)
- Gustave Doret, compositore, direttore d'orchestra e critico musicale svizzero (Aigle, n. 1866 - Losanna, † 1943)
- Louis Ganne, compositore e direttore d'orchestra francese (Buxières-les-Mines, n. 1862 - Parigi, † 1923)
- Gustave Leroy, compositore, poeta e cantante francese (Parigi, n. 1818 - Parigi, † 1860)

## Economisti(1)
- Gustave de Molinari, economista belga (Liegi, n. 1819 - Adinkerque, † 1912)

## Egittologi(1)
- Gustave Lefebvre, egittologo e grecista francese (Bar-le-Duc, n. 1879 - Versailles, † 1957)

## Filosofi(2)
- Gustave Belot, filosofo francese (Strasburgo, n. 1859 - Parigi, † 1929)
- Gustave Thibon, filosofo e scrittore francese (Saint-Marcel-d'Ardèche, n. 1903 - Saint-Marcel-d'Ardèche, † 2001)

## Fisici(1)
- Gustave Hermite, fisico e inventore francese (Nancy, n. 1863 - Bois-Colombes, † 1914)

## Fotografi(2)
- Gustave Emile Chauffourier, fotografo francese (Parigi, n. 1845 - Roma, † 1919)
- Gustave Le Gray, fotografo francese (Villiers-le-Bel, n. 1820 - Il Cairo, † 1884)

## Generali(2)
- Gustave Olivier Lannes de Montebello, generale e politico francese (Parigi, n. 1804 - Pennedepie, † 1875)
- Gustave Léon Niox, generale francese (Provins, n. 1840 - Parigi, † 1921)

## Ginnasti(1)
- Gustave Fahy, ginnasta francese (Nanterre, n. 1880 - Nanterre, † 1967)

## Giocatori di football americano(1)
- Gus Frerotte, ex giocatore di football americano statunitense (Kittanning, n. 1971)

## Giornalisti(1)
- Gustave Maroteau, giornalista francese (Chartres, n. 1849 - Nuova Caledonia, † 1875)

## Giuristi(1)
- Gustave Moynier, giurista svizzero (Ginevra, n. 1826 - Ginevra, † 1910)

## Grecisti(1)
- Gustave d'Eichthal, grecista, saggista e geografo francese (Nancy, n. 1804 - Parigi, † 1886)

## Illustratori(1)
- Gustave Roux, illustratore e pittore svizzero (Grandson, n. 1828 - Ginevra, † 1885)

## Imprenditori(2)
- Gustave Delahante, imprenditore francese (Mâcon, n. 1816 - Versailles, † 1905)
- Gustave Gobron, imprenditore e politico francese (Buzancy, n. 1846 - Wadimont, † 1911)

## Ingegneri(2)
- Gustave Lyon, ingegnere e musicista francese (Parigi, n. 1857 - Parigi, † 1936)
- Gustave Trouvé, ingegnere, inventore e fisico francese (Descartes, n. 1839 - Parigi, † 1902)

## Insegnanti(1)
- Gustave Zidler, insegnante e poeta francese (Parigi, n. 1862 - Versailles, † 1936)

## Letterati(1)
- Gustave Geffroy, letterato francese (Parigi, n. 1855 - Parigi, † 1926)

## Librettisti(1)
- Gustave Vaëz, librettista, drammaturgo e traduttore belga (Bruxelles, n. 1812 - Parigi, † 1862)

## Lottatori(1)
- Gustave Bauer, lottatore statunitense (Newark, n. 1884 - Irvington, † 1947)

## Matematici(2)
- Gustave Choquet, matematico francese (Solesmes, n. 1915 - Lione, † 2006)
- Gustave Solomon, matematico e ingegnere statunitense (New York, n. 1930 - Beverly Hills, † 1996)

## Medici(1)
- Gustave Geley, medico e parapsicologo francese (Montceau-les-Mines, n. 1868 - Varsavia, † 1924)

## Militari(2)
- Gustave Borgnis-Desbordes, militare francese (Provins, n. 1839 - Hanoi, † 1900)
- Gustave Cluseret, militare e politico francese (Suresnes, n. 1823 - Hyères, † 1900)

## Musicologi(1)
- Gustave Reese, musicologo e docente statunitense (New York, n. 1899 - Berkeley, † 1977)

## Pallanuotisti(1)
- Gustave Prouvost, pallanuotista francese (Tourcoing, n. 1887)

## Pittori(11)
- Gustave Boulanger, pittore francese (Parigi, n. 1824 - Parigi, † 1888)
- Gustave Caillebotte, pittore francese (Parigi, n. 1848 - Gennevilliers, † 1894)
- Gustave Doyen, pittore francese (Festieux, n. 1836 - Fontainebleau, † 1923)
- Gustave Garaud, pittore francese (Tolone, n. 1844 - Tolone, † 1914)
- Gustave Guillaumet, pittore francese (Puteaux, n. 1840 - Parigi, † 1887)
- Gustave Jacquet, pittore francese (Parigi, n. 1846 - Parigi, † 1909)
- Gustave Loiseau, pittore francese (Parigi, n. 1865 - Parigi, † 1935)
- Gustave Moreau, pittore francese (Parigi, n. 1826 - Parigi, † 1898)
- Gustave Singier, pittore, incisore e decoratore belga (Comines-Warneton, n. 1909 - Parigi, † 1984)
- Gustave de Smet, pittore belga (Gand, n. 1877 - Deurle, † 1943)
- Gustave Surand, pittore e scultore francese (Parigi, n. 1860 - Parigi, † 1937)

## Poeti(1)
- Gustave Roud, poeta svizzero (Saint-Légier-La Chiésaz, n. 1897 - Carrouge, † 1976)

## Politici(5)
- Gustave Ador, politico svizzero (Cologny, n. 1845 - Ginevra, † 1928)
- Gustave Cunéo d'Ornano, politico, avvocato e nobile francese (Roma, n. 1845 - Parigi, † 1906)
- Gustave Hervé, politico francese (Brest, n. 1871 - Parigi, † 1944)
- Gustave Lefrançais, politico francese (Angers, n. 1826 - Parigi, † 1901)
- Gustave de Martinel, politico francese (Chambéry, n. 1813 - Chambéry, † 1901)

## Presbiteri(1)
- Gustave Martelet, presbitero e teologo francese (Lione, n. 1916 - Parigi, † 2014)

## Psicologi(1)
- Gustave Gilbert, psicologo statunitense (n. 1911 - † 1977)

## Pugili(1)
- Gustave Roth, pugile belga (Anversa, n. 1909 - † 1982)

## Registi(1)
- Gus Meins, regista tedesco (Francoforte sul Meno, n. 1893 - La Crescenta-Montrose, † 1940)

## Schermidori(3)
- Gustave Balister, ex schermidore belga (Saint-Gilles, n. 1928)
- Gustave Buchard, schermidore francese (Le Havre, n. 1890 - Barentin, † 1981)
- Gustave Heiss, schermidore statunitense (Meridian, n. 1906 - Arlington, † 1982)

## Scienziati(1)
- Gustave Flourens, scienziato e politico francese (Parigi, n. 1838 - Rueil-Malmaison, † 1871)

## Scrittori(5)
- Gustave Aimard, romanziere francese (Parigi, n. 1818 - Parigi, † 1883)
- Cyriel Buysse, scrittore belga (Nevele, n. 1859 - Afsnee, † 1932)
- Gustave Flaubert, scrittore francese (Rouen, n. 1821 - Croisset, † 1880)
- Gustave Kahn, scrittore, poeta e critico d'arte francese (Metz, n. 1859 - Parigi, † 1936)
- Gustave Le Rouge, scrittore francese (Valognes, n. 1867 - † 1938)

## Storici(5)
- Gustave Bloch, storico francese (Fegersheim, n. 1848 - Bourron-Marlotte, † 1923)
- Gustave Bord, storico, docente e saggista francese (n. 1852 - † 1934)
- Gustave Fagniez, storico e archivista francese (Parigi, n. 1842 - Meudon, † 1927)
- Gustave Glotz, storico francese (Haguenau, n. 1862 - Parigi, † 1935)
- Gustave Schlumberger, storico e numismatico francese (Guebwiller, n. 1844 - Parigi, † 1929)

## Storici della letteratura(1)
- Gustave Cohen, storico della letteratura e patriota francese (Saint-Josse-ten-Noode, n. 1879 - Parigi, † 1958)

## Tiratori di fune(1)
- Gustave Wuyts, tiratore di fune e pesista belga (n. 1903 - † 1979)

## Vescovi cattolici(2)
- Gustave Vié, vescovo cattolico francese (Escrennes, n. 1849 - Pontlevoy, † 1918)
- Gustave Joseph Waffelaert, vescovo cattolico belga (Rollegem, n. 1847 - Bruges, † 1931)

## Violinisti(1)
- Gustave Koeckert, violinista e docente tedesco (Ginevra, n. 1860 - Ginevra, † 1948)